# دعوتنامه (فیلم)
دعوتنامه فیلمی به کارگردانی، نویسندگی و تهیه‌کنندگی مهرداد فرید محصول سال ۱۳۹۵ است.
این فیلم در تاریخ ۲ اسفند ۱۳۹۶ در سینماهای ایران اکران شده‌است.

## خلاصه داستان
این فیلم روایتگر زندگی شخص درمانده‌ای است که در مشهد زندگی می‌کند و کارش این است که از زایران حرم علی بن موسی الرضا دزدی کند و از طریق آن زندگی بگذراند.

## بازیگران
| بازیگر        | نقش        |
| حمیدرضا آذرنگ | عزیز       |
| میترا حجار    | محبوبه     |
| شقایق فراهانی | افسانه     |
| شهاب شادابی   | رضا        |
| بهزاد جعفری   | ذبیح       |
| سامان صفاری   | حمید       |
| سحر کریمی     | عاطفه      |
| غزل فرید      | لیلا       |
| مسعود شریف    | مرد نابینا |
| منظر لشگری    | مادر لیلا  |